# Hydnora triceps
Hydnora triceps är en tvåhjärtbladig växtart som beskrevs av Drege & E. Mey.. Hydnora triceps ingår i släktet Hydnora och familjen Hydnoraceae. Inga underarter finns listade i Catalogue of Life.